# Kármánsche Wirbelstraße

Animation zur Ausbildung einer Wirbelstraße

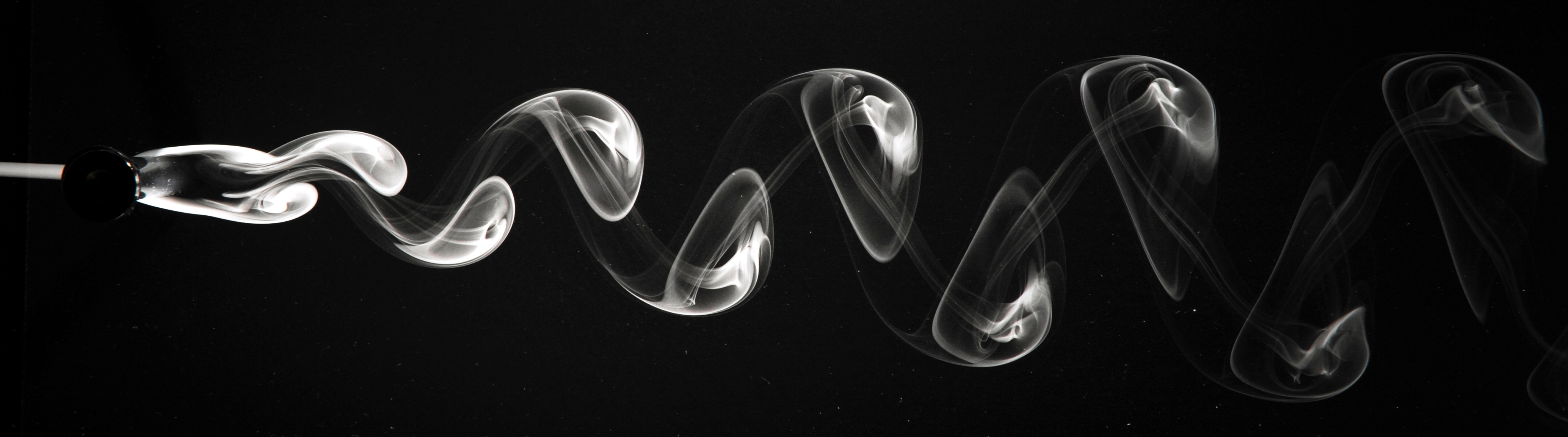
Sichtbarmachung der Zylinderumströmung in Luft mittels Öldampf, ähnlich Räucherstäbchen

Als Kármánsche Wirbelstraße bezeichnet man ein Phänomen in der Strömungsmechanik, bei dem sich hinter einem umströmten Körper gegenläufige Wirbel ausbilden. Die Wirbelstraßen wurden von Theodore von Kármán erstmals 1911 nachgewiesen und berechnet.
Experimente dazu führte schon Henri Bénard um 1908 aus.

## Wirbelbildung

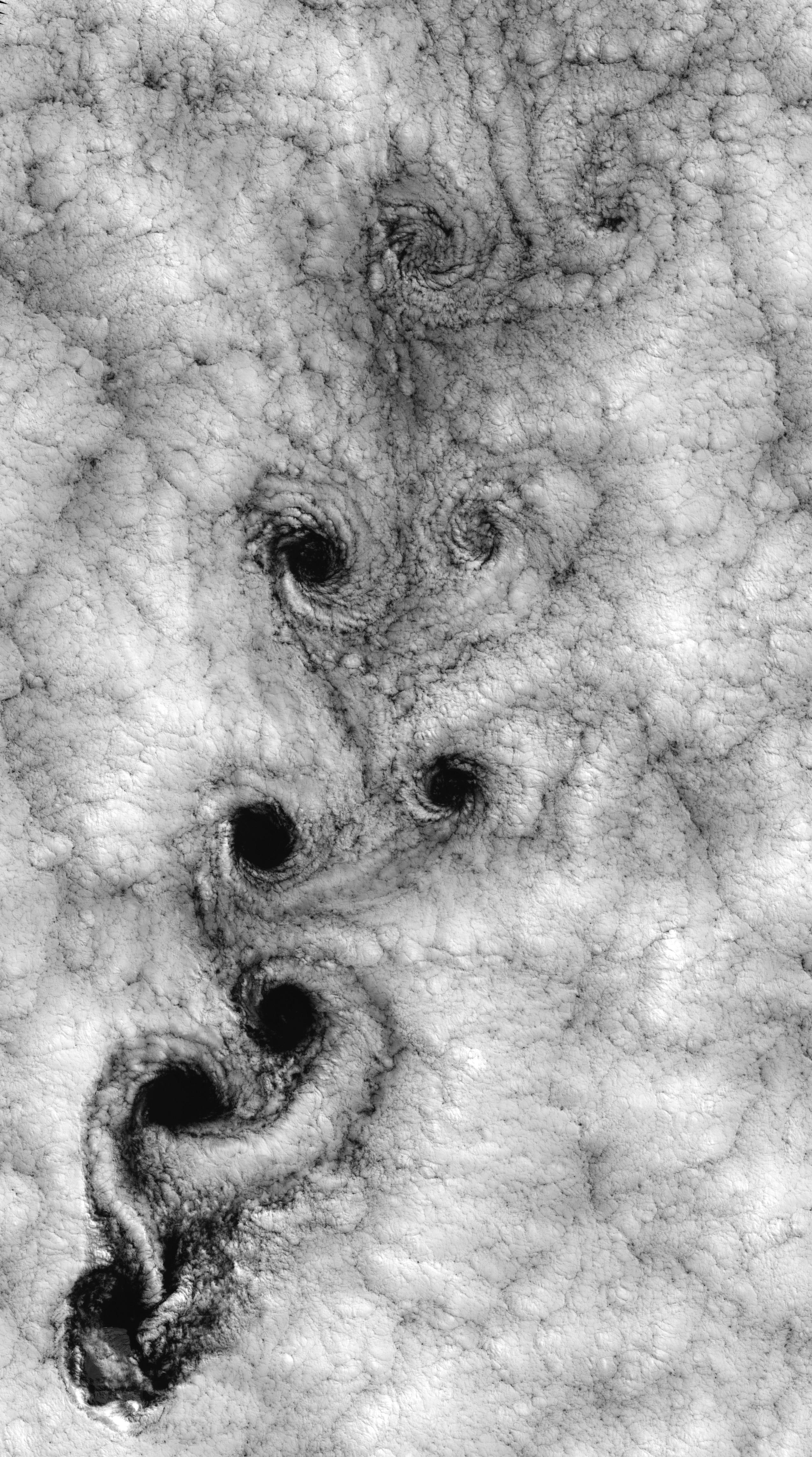
Satellitenaufnahme der Juan-Fernández-Inseln

Der Charakter der Wirbelbildung wird im Wesentlichen von der Reynolds-Zahl Re bestimmt. Sie stellt das Verhältnis von Trägheits- zu Zähigkeitskräften dar und errechnet sich aus der Strömungsgeschwindigkeit, dem Durchmesser des Körpers und der Viskosität. Im einfachsten Fall, dem eines ortsfesten Zylinders in einer stationären Strömung, lassen sich anhand der Reynolds-Zahl verschiedene Ausbildungen der Wirbelstraße beobachten:
Bei sehr kleinen Geschwindigkeiten oder sehr großen Zähigkeiten (Re<4, z. B. in Honig) findet keine Strömungsablösung statt. Mit zunehmender Geschwindigkeit bilden sich auf der strömungsabgewandten Seite zwei gegenläufig rotierende Wirbelblasen aus, die ab Re≥30 zunehmend instabil werden und dann erst anfangen, die typische, periodische Pendelbewegung zu zeigen. Die Frequenz der Wirbelablösungen wird durch die Strouhal-Zahl charakterisiert. Bis Re<200 bleibt die gesamte Wirbelstraße dabei vollständig laminar.
Im Bereich höherer Reynolds-Zahlen wird unterschieden, wo im Strömungsfeld der Umschlag von laminarer zu turbulenter Strömung erfolgt. Dieser findet zunächst im weit entfernten Nachlauf statt (Re≈200) und rückt mit steigender Reynolds-Zahl bis in die Grenzschicht direkt am Körper heran. In diesem Bereich von Rekrit≈104 wird der Strömungswiderstand des Körpers minimal. Selbst in Bereichen sehr hoher Reynolds-Zahlen (Re>5⋅106), wie sie bei Windströmungen um Fernsehtürme oder Inseln auftreten, sind Kármánsche Wirbelstraßen noch zu beobachten. Die Strouhal-Zahl verändert sich dabei nur unwesentlich und erreicht Werte bis maximal 0,30.

## Beispiele

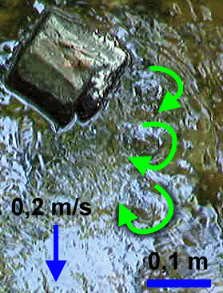
Mit Pfeilen markiert sind die Wasserwirbel in einem kleinen Bach.

Wirbel und Wirbelstraßen sind ein häufiges Phänomen. Ihre Beobachtung ist jedoch nicht ganz einfach. Luftströmungen lassen sich nicht ohne weiteres erkennen. Wasserwirbel sind genauso durchscheinend wie Wasser selbst. Bei genauer Beobachtung wird man sie in der Badewanne entdecken, wenn man mit dem Finger durch das Wasser fährt. Versetzt man eine Flüssigkeit hoher Viskosität, z. B. ein Wasser-Glyzeringemisch, teilweise mit Lebensmittelfarbe, lassen die Farbfäden die Rotationsrichtungen erkennen.
Die Animation (rechts) zeigt, wie sich Wirbel an einem Hindernis bilden, ihr Mitfließen mit der Strömung und ihre Rotation hin zum Hindernis.
Kármánsche Wirbelstraßen können sich beispielsweise hinter Inselgruppen bilden, die hoch aus dem Meer ragen. Die Turbulenzen sind dann auf Luftaufnahmen als riesige Wolkenstrukturen erkennbar, siehe die Satellitenaufnahme rechts.
Hinter einem zügig mit der Hand durch die Luft bewegtem Räucherstäbchen ist eine Kármánsche Wirbelstraße ähnlich der Abbildung oben rechts zu beobachten.
Weitere Beispiele sind das Pfeifen von Freileitungen bei starkem Wind oder das Geräusch einer geschwungenen Gerte.

## Ablösefrequenz
Die Ablösefrequenz {\displaystyle f} der Wirbel kann über die Strouhalzahl {\displaystyle {\mathit {Sr}}} bestimmt werden. Es gilt:
{\displaystyle f\;=\;{\mathit {Sr}}\cdot {\frac {v}{d}}} ,
wobei {\displaystyle v} für die Anströmgeschwindigkeit und {\displaystyle d} für eine charakteristische Abmessung des umströmten Körpers steht. Die Strouhalzahl ist von der Form des Körpers und der Reynoldszahl abhängig. Für zylindrische Körper ist in einem weiten Bereich von Reynoldszahlen {\displaystyle {\mathit {Sr}}=}0,18–0,22.
Beispiel: Eine 4 mm dicke Radioantenne auf dem Dach eines 25 m/s (90 km/h) schnell fahrenden Fahrzeugs erzeugt mit einer typischen Strouhal-Zahl von ca. 0,2 einen deutlich hörbaren Ton mit der Frequenz
{\displaystyle f\;=\;0{,}2\cdot {\frac {25}{0{,}004}}\ \mathrm {Hz} \;\approx \;1300\ \mathrm {Hz} }.
Aufgrund des linearen Zusammenhangs von Ablösefrequenz und Strömungsgeschwindigkeit wird der physikalische Effekt für die Durchfluss-Messung („Vortex-Durchflussmesser“) bei nicht-abrasiven (siehe: Verschleiß), niederviskosen Medien genutzt.

## Resonanzfall
Entspricht die Ablösefrequenz der Wirbel der Eigenfrequenz des umströmten Körpers, wird er in Schwingung versetzt. Ein bekanntes Beispiel sind Aeolsharfen. Bei den mutmaßlichen Ursachen des Einsturzes der ersten Tacoma-Narrows-Brücke am 7. November 1940, die in heftige Schwingungen geraten war, wird diskutiert, dass er nicht oder nicht nur auf dem Effekt einer Kármánschen Wirbelstraße beruhte, sondern Folge eines aeroelastischen Flatterns war.